# Balow
Balow est une commune villageoise du Mecklembourg en Allemagne du nord appartenant à l'arrondissement de Ludwigslust-Parchim dont elle marque la limite méridionale.

## Architecture
- Église de Balow
- Ancien manoir